# Mr. Tambourine Man
"Mr. Tambourine Man" (Sr. Homem do Pandeiro, em livre tradução) é o título da canção de 1965 do cantor e compositor estadunidense Bob Dylan, considerada um dos grandes clássicos do rock.
Regravada por numerosos artistas, já em 1965 atingiu o topo das paradas na versão do grupo The Byrds, que tinha no grupo britânico The Beatles a maior influência, e é tida como a responsável pelo surgimento de um novo gênero musical, o folk rock bem como jangle pop, provocando "uma revolução dentro da revolução" da música rock. Essa versão esteve presente na lista das 500 melhores canções de todos os tempos da revista Rolling Stone.

## Letra
Sua letra, com tons surrealistas com influência de artistas bem diversos como Arthur Rimbaud ou Federico Fellini, é considerada uma das que justificaram o recebimento por Dylan do Nobel de Literatura de 2016.
A canção, composta por quatro estrofes (com o refrão), é longa e complexa. Numa tradução feita pela BBC, sua introdução (e refrão) diz:
"Hey! Mr. Tambourine Man, play a song for me, / Hei! Senhor Tocador de Pandeiro, toque uma canção para mim,

I'm not sleepy and there is no place I'm going to. / Não estou dormindo, e não há lugar onde eu possa ir.

Hey! Mr. Tambourine Man, play a song for me / Hei! Senhor Tocador de Pandeiro, toque uma canção para mim,

In the jingle jangle morning I'll come followin' you. / No treme-treme da manhã, eu procurarei você.

## Histórico
A canção, uma das principais do repertório de Dylan, fora inspirada por Bruce Langhorne, um parceiro frequente nos trabalhos do artista; fora escrita depois que ele viu o amigo chegar para uma sessão de estúdio trazendo um tipo de pandeirola turca com pequenos sinos. Langhorne morreu aos setenta e oito anos, em 2017.

## Versão de The Byrds
O grupo estadunidense The Byrds era recém-formado e estava iniciando suas gravações nos estúdios da Columbia quando já nas sessões iniciais em janeiro de 1965 escutaram uma versão demo gravada por Dylan, que pertencia ao cast da mesma gravadora, para seu álbum Bringing It All Back Home (lançado em março) e foi incorporada em seu repertório pelos jovens participantes de The Byrds que, embora influenciados até no nome por grupos britânicos como Beatles e The Animals, traziam um matiz de folk, que incorporaram na versão. Dylan mesmo havia iniciado seu trabalho no estilo folk mas, quando compôs Tambourine Man já havia se afastado do gênero.
Na gravação o grupo ainda não contava com seus participantes Gene Clark e David Crosby, tiveram a colaboração de músicos que mais tarde criaram o The Wrecking Crew; o experimento musical assim por conta da voz e da "ressonância marcante da Rickenbancker de 12 cordas" de Jim McGuinn (mais tarde chamado Roger McGuinn) e Chris Hillman, que junto aos demais compunham o grupo.
"Mr. Tambourine Man" ganhou, graças a eles, um novo ritmo e a canção deu nome ao seu álbum de estreia, com a qual atingiram a fama mundial; a união de folk com o rock fora feita de forma consciente e se converteu num "dos lançamentos mais importantes na história do pop e do rock", ocorrido em junho daquele ano, causando um impacto tão grande que o próprio Dylan teria exclamado, ao ouvi-la: "Uau, cara, dá até para dançar!"
Apesar do sucesso a gravação apresenta somente o refrão e uma das quatro estrofes originais (a segunda), de forma que deixam de ser exibidas muitas da construções poéticas e imagens complexas que o autor construíra; esta versão reduzida muitas vezes é confundida com a versão de Dylan, e como tal foi regravada por vários artistas, como Johnny Rivers, Johnny Johnson, William Shatner e Judy Collins; outra diferença nas versões é que Dylan canta toda a letra sozinho, mas a versão traz o refrão cantado em coro.

## Versões brasileiras

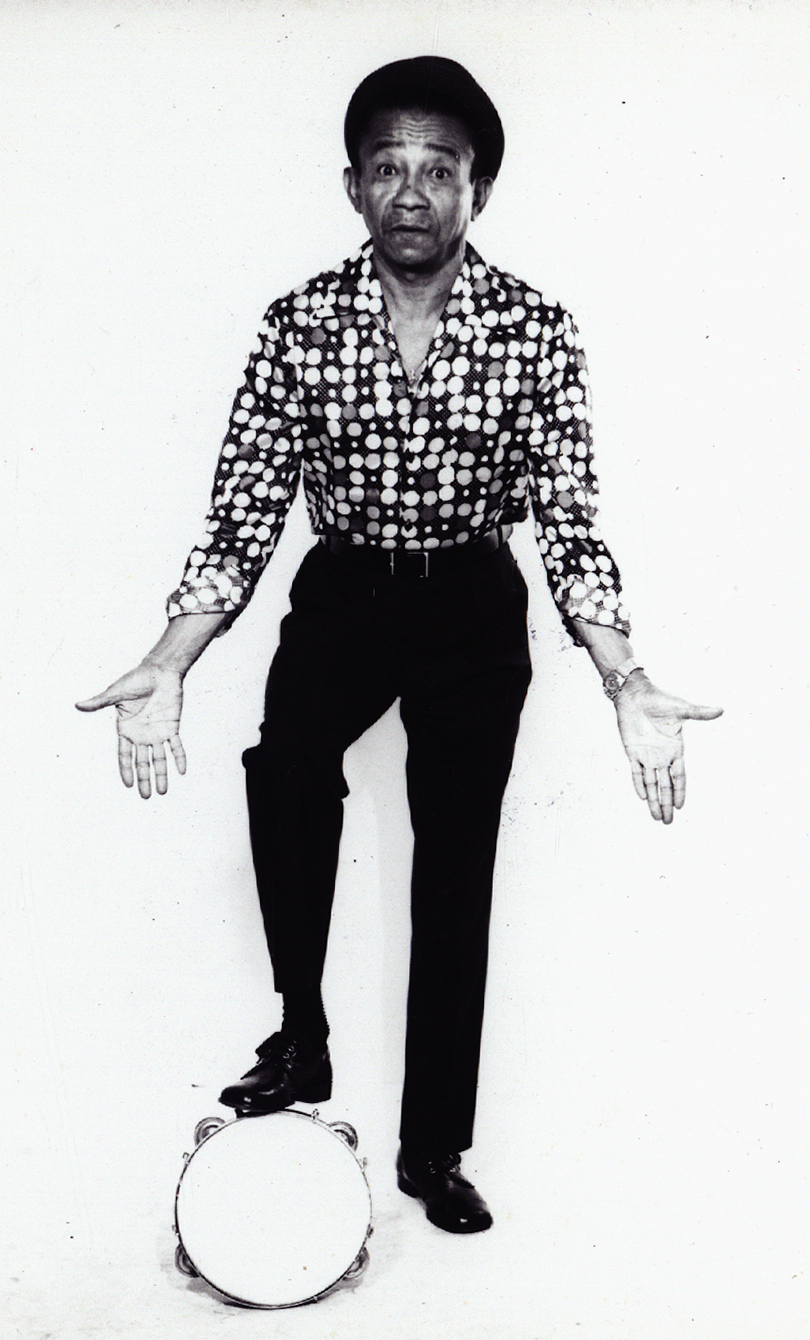
Jackson do Pandeiro, homenageado na versão de Braulio Tavares da música de Dylan.

Três versões da canção foram lançadas no Brasil, com quatro gravações; a primeira, de 1981, foi feita por Gileno e foi gravada por Renato e seus Blue Caps e participação de Zé Ramalho; seis anos mais tarde uma nova versão foi feita por Necão Castilhos, com título alterado para "Sr. Camelô" e gravada pelo grupo Hallai; em 2007 Zé Geraldo regravou a versão de Gileno e, finalmente, em 2009, Zé Ramalho voltou a gravar uma nova versão, feita por Braulio Tavares e com título "Mr. do Pandeiro", em 2009.
A versão de Gileno seguiu a redução apresentada por The Byrds, e também segue o modelo do refrão cantado em coro; já a tradução feita por Castilhos traz três estrofes e o refrão, com adaptações para o grupo que a gravou; a gravação de Zé Geraldo apresenta mudanças no refrão com relação à versão de Gileno que utilizou e, finalmente, a terceira adaptação apresentada no álbum Tá Tudo Mudando — Zé Ramalho Canta Bob Dylan e nela, dentre outras grandes modificações, o Tambourine Man passa a ser Jackson do Pandeiro; ainda assim é a única das versões brasileiras que apresenta o mesmo número de estrofes da composição de Dylan.
A versão de Tavares, natural de Campina Grande e residente do Rio de Janeiro, parte de uma fantasia que imaginara e narrava antes de apresentar sua releitura do clássico; na estória imaginada pelo autor Dylan teria vindo ao Brasil em 1964 em busca de inspiração latina para seu trabalho e foi levado no Rio até a Feira de São Cristóvão com sua forte presença nordestina; ali conhecera e ficara encantado com o Jackson do Pandeiro, a tal ponto que de ao voltar para os Estados Unidos produzira no ano seguinte Mr. Tambourine Man inspirado no músico; Tavares narrava: “Lá [em S. Cristóvão] eles começaram a beber cachaça e Jackson tocando pandeiro, e eles lá, e o pessoal dizendo: ‘Dylan, seu avião vai sair às 9h’ e ele falando ‘não, eu vou ficar aqui porque tá legal demais’, e o dia amanhecendo, depois pegaram um carro e foram bater na praia. Ele pegou o avião e voltou para os Estados Unidos. Ficou com aquela história toda na cabeça, deslumbrado e daí veio a inspiração: “hey, mister tambourine man, play a song for me”, que é algo como ‘ei, seu do pandeiro, toque uma música pra mim”.

## Impacto cultural
Junto a outras canções de sucesso de Dylan integra o musical da Broadway "The Times They Are A-Changin" da coreógrafa Twyla Tharp, em 2006, após sugestão do próprio cantor; apesar de uma pré-temporada bem recebida pela crítica em San Diego, o mesmo não se deu com a crítica novaiorquina.
A canção foi incluída na trilha sonora dos filmes Distante Nós Vamos do diretor Sam Mendes, Código de Conduta de F. Gary Gray e Mentes Perigosas, de John N. Smith.